# Steenvak
Steenvak (Fries: Stienfek of It Stienfek) is een streek- en veldnaam en voormalige buurtschap in de gemeente Noardeast-Fryslân, in de Nederlandse provincie Friesland. Steenvak ligt ten noorden van de Ir. D.F. Woudabrug, of Stienfeksterbrêge over het Dokkumergrootdiep, ten zuiden van Ee. In Steenvaak staan een aantal panden, voornamelijk woonhuizen en een jachtwerf aan de Stienfeksterwei en aan een stukje van het Jaachpaad (jaagpad).

## Geschiedenis
De streek werd in 1543 aangeduid als int Steenback en in 1855 als Steenvak. De naam komt mogelijk van een of meer steenbakkerijen. Klei voor de stenen kon direct ter plaatse worden afgegraven. Zie ook de Steenfabriek van Oostrum, een paar kilometer westwaarts aan het Dokkumergrootdiep. 
Van 1888 tot 1923 stond in Steenvak de stoomzuivelfabriek 'het Steenvak". Deze fabriek ging in 1912 over in de melkfabriek 'Ee en Omstreken', die sinds 1977 gesloten is. De gebouwen bleven staan en zijn sindsdien in gebruik als bootstalling.
Voordat de Woudabrug in 1928 werd gebouwd, was er een veer, dat voetgangers overzette over het Dokkumergrootdiep en een stoomdienst van Ee naar Dokkum en Leeuwarden. De veerdienst werd onderhouden door de kastelein van de herberg die aan het water naast de zuivelfabriek stond. De herberg brandde in 1976 af. Ten noorden van de zuivelfabriek werd in 1930 een rij huizen neergezet. 
Steenvak lag tot de gemeentelijke herindeling van 1984 in de toenmalige gemeente Oostdongeradeel. Daarna viel het tot 2019 onder de gemeente Dongeradeel, waarna deze opging in de gemeente Noardeast-Fryslân.
Steden, dorpen en gehuchten: Aalsum · Anjum · Augsbuurt · Birdaard · Blija · Bornwird · Brantgum · Burum · Dokkum · Ee · Engwierum · Ferwerd · Foudgum · Genum · Hallum · Hantum · Hantumeruitburen · Hantumhuizen · Hiaure · Hogebeintum · Holwerd · Janum · Jislum · Jouswier · Kollum · Kollumerpomp · Kollumerzwaag · Lichtaard · Lioessens · Marrum · Metslawier · Munnekezijl · Moddergat · Morra · Nes · Niawier · Oosternijkerk · Oostmahorn · Oostrum · Oudwoude · Paesens · Raard · Reitsum · Ternaard · Triemen · Veenklooster · Waaxens · Wanswerd · Warfstermolen · Westergeest · Wetsens · Wierum · Zwagerbosch

Buurtschappen: Abbewier · Bartlehiem (deels) · Beintemahuis · Betterwird · Bollingawier · Bonte Hond · Bornwirdhuizen · Boteburen · Brandeburen · De Dellen · De Keegen · De Kolk · De Leegte · De Rijp · De Wirden · De Schans · Dijkshorne · Dokkumer Nieuwe Zijlen · Drieboerehuizen · Ezumazijl · Groot Medhuizen · Halfweg · Hallumerhoek · Hanenburg · Hantumerhoek · Huis ter Noord · Kettingwier · Klein Medhuizen · Kletterbuurt · Kollumeroudzijl · Krabburen · Laagland · Lutkewier · Molenbuurt · Nieuwland · Oudeterp · Oudwouderzijlen · Reidswal · Scharnehuizen · Stiem · Teerd · Teijeburen · Tergracht (deels) · Ter Lune · Tibma · Tilburen · Tiltjeburen · Vaardeburen · Veldburen · Vijfhuizen (Hallum) · Vijfhuizen (Ternaard) · Visbuurt · Weerdeburen · Westerburen · Westernijkerk · Wie · Wijgeest · Zevenhuizen

Streken: 't Schoor · Galilea · It Paradyske · Lutkelaard · Sibrandahuis · Steenharst · Steenvak · Wildpad (deels) · Zandbulten · Zwagerveen

Friesland: Steden en dorpen      Nederland: Provincies · Gemeenten